# Between the Lines
Between the Lines är Sambassadeurs debut-EP, utgiven i Storbritannien den 4 april 2005 av skivbolaget Club AC30. Skivan utgavs i Sverige samma år av Labrador. Samtliga låtar utom "Can You See Me" kom senare att ingå på bandets debutalbum Sambassadeur, som även det utgavs 2005.

## Låtlista
1. "Between the Lines" - 2:44
2. "The Only Living Girl" - 2:37
3. "Ice & Snow" - 3:03
4. "Can You See Me" - 3:11

## Listplaceringar
| Lista (2005) | Topplacering |
| ------------ | ------------ |
| Sverige      | 47           |

### Fotnoter
1. ↑  ”Between the Lines”. Discogs.com. http://www.discogs.com/Sambassadeur-Between-The-Lines/master/143441. Läst 1 mars 2012.
2. ↑  Placeringar på den svenska singellistan